# Dalibor Veselinović
Dalibor Veselinović (Servisch: Далбор Веселиновић) (Novi Sad, 21 september 1987) is een Servische voetballer die als aanvaller speelt.

## Biografie
Veselinović debuteerde in 2005 bij OFK Beograd. Met die club bereikte hij in 2006 de finale van de Beker van Servië. In 2008 leek hij op weg naar Legia Warschau, maar tekende hij voor twee seizoenen bij RC Lens, waar hij een ploegmaat werd van onder meer Aruna Dindane.
Wegens te weinig speelkansen testte de boomlange spits in januari 2009 bij Germinal Beerschot, maar kreeg er geen contract. In de zomer van 2009 tekende hij een contract voor twee seizoenen bij tweedeklasser FC Brussels. Daar voetbalde hij zich in de kijker van verschillende Belgische topclubs. RSC Anderlecht, Club Brugge, Standard Luik en Torino FC toonden in december 2010 hun interesse. Veselinović gaf toe niet naar Standard te willen en onderhandelde enkel nog met Club Brugge en Anderlecht. Terwijl hij zelf met Anderlecht rond de tafel zat, onderhandelde Brussels met Club Brugge.
Brussels-voorzitter Johan Vermeersch was geen voorstander van een transfer naar Anderlecht, maar na een gesprek met Roger Vanden Stock en Herman Van Holsbeeck, respectievelijk de voorzitter en manager van Anderlecht, kwam naast Veselinović ook Brussels tot een akkoord met Anderlecht. Veselinović tekende een contract voor 4,5 jaar. Op 12 februari 2011 maakte hij zijn debuut in de Jupiler Pro League. Veselinović mocht na 87 minuten invallen voor Tom De Sutter in de met 1-0 gewonnen thuiswedstrijd tegen Cercle Brugge. Op 15 april volgde zijn eerste doelpunt voor paars-wit. De Serviër scoorde toen het eerste doelpunt in de met 2-0 gewonnen wedstrijd tegen KRC Genk.
Ondanks een paar sterke invalbeurten kon de Serviër het bestuur van Anderlecht niet overtuigen. In augustus 2011 leende de club hem uit aan KV Kortrijk, waarmee hij op 24 maart 2012 de finale speelde van de Beker van België. Ook maakte hij met KV Kortrijk een opmerkelijke goal tegen AA Gent die de hele wereld rondging. In het seizoen 2012-2013 werd Veselinoviċ uitgeleend aan Beerschot AC. Met die club speelde hij echter maar 7 wedstrijden en maakte hij 3 doelpunten. De Antwerpse club verwachtte echter veel meer van Veselinoviċ en zette hem terug naar de B-kern. Vanaf dat moment speelde hij bij Waasland-Beveren.
Op 7 juni 2014 tekende de Serviër een 2-jarig contract bij KV Mechelen. In 2017 stond hij onder contract staat bij Incheon United in Zuid-Korea. Op 1 februari 2018 sloot hij aan bij Gazélec FCO Ajaccio.

## International
Dalibor Veselinović werd nog niet geselecteerd voor de nationale ploeg van Servië. Maar de spits kwam wel al enkele keren in actie voor de -21 van Servië.

## Statistieken
| Seizoen         | Club                | Competitie         | Competitie | Competitie | Play-offs | Play-offs | Beker | Beker | Totaal | Totaal |
| Seizoen         | Club                | Competitie         | Wed.       | Dlp.       | Wed.      | Dlp.      | Wed.  | Dlp.  | Wed.   | Dlp.   |
| --------------- | ------------------- | ------------------ | ---------- | ---------- | --------- | --------- | ----- | ----- | ------ | ------ |
| 2005-2006       | OFK Beograd         | Superliga          | 3          | 0          | —         | —         | 0     | 0     | 3      | 0      |
| 2005-2006       | → FK Dinamo Vranje  | Prva Liga          | 6          | 1          | —         | —         | 0     | 0     | 6      | 1      |
| 2006-2007       | OFK Beograd         | Superliga          | 14         | 3          | —         | —         | 0     | 0     | 14     | 3      |
| 2007-2008       | OFK Beograd         | Superliga          | 22         | 1          | —         | —         | 0     | 0     | 22     | 1      |
| 2008-2009       | RC Lens             | Ligue 2            | 4          | 1          | —         | —         | 0     | 0     | 4      | 1      |
| 2009-2010       | FC Brussels         | Tweede klasse      | 27         | 14         | 0         | 0         | 0     | 0     | 27     | 14     |
| 2010-2011       | FC Brussels         | Tweede klasse      | 16         | 14         | 0         | 0         | 0     | 0     | 16     | 14     |
| 2010-2011       | RSC Anderlecht      | Jupiler Pro League | 4          | 0          | 10        | 1         | 0     | 0     | 14     | 1      |
| 2011-2012       | → KV Kortrijk       | Jupiler Pro League | 25         | 10         | 8         | 1         | 5     | 1     | 38     | 12     |
| 2012-2013       | → Beerschot AC      | Jupiler Pro League | 9          | 3          | 0         | 0         | 1     | 1     | 10     | 4      |
| 2013-2014       | → Waasland Beveren  | Jupiler Pro League | 26         | 9          | 3         | 1         | 2     | 2     | 31     | 12     |
| 2014-2015       | KV Mechelen         | Jupiler Pro League | 33         | 9          | 10        | 4         | 3     | 1     | 42     | 14     |
| 2015-2016       | KV Mechelen         | Jupiler Pro League | 25         | 2          | 4         | 0         | 2     | 0     | 31     | 2      |
| 2016-2017       | KV Mechelen         | Jupiler Pro League | 8          | 0          | 0         | 0         | 2     | 0     | 10     | 0      |
| 2016-2017       | Incheon United FC   | K League           | 11         | 0          | —         | —         | 0     | 0     | 11     | 0      |
| 2017-2018       | Gazélec FCO Ajaccio | Ligue 2            | 8          | 0          | —         | —         | 0     | 0     | 8      | 0      |
| 2018-2019       | Zrinjski Mostar     | Premijer Liga      | 5          | 0          | —         | —         | 1     | 0     | 6      | 0      |
| Carrière totaal | Carrière totaal     | Carrière totaal    | 242        | 67         | 35        | 7         | 16    | 5     | 293    | 79     |